# Регістр зсуву з лінійним зворотним зв'язком

4-бітовий РЗЛЗЗ (LFSR) з його діаграмою станів. XOR вентиль забезпечує для регістра зворотній зв'язок, який зсуває біти праворуч. Найдовша послідовність містить усі стани окрім стану «0000».

Регістр зсуву з лінійним зворотним зв'язком (англ. linear feedback shift register, LFSR) — поширений спосіб отримання псевдовипадкових послідовностей, наприклад ключ-потоків. Це зумовлене такими причинами:
- LFSR добре втілюються на апаратному рівні;
- вони можуть утворювати послідовності із великими періодами;
- вони можуть утворювати послідовності з хорошими статистичними властивостями; і
- завдяки своїй будові, вони легко піддаються аналізу за допомогою алгебраїчних технік.

## Означення
Регістр зсуву з лінійним зворотним зв'язком містить {\displaystyle L} комірок (англ. stages, delay elements) пронумерованих {\displaystyle 0,1,\dots ,L-1,} кожна з яких може зберігати 1 біт інформації і має один вихід і один вхід, а також таймер, який керує рухом даних. Впродовж кожного такту виконуються такі операції:
- вміст комірки {\displaystyle 0} подається на вихід і стає частиною виходової послідовності;
- вміст комірки {\displaystyle i} пересувається в комірку {\displaystyle i-1} для {\displaystyle 1\leq i\leq L-1;} і
- новим значенням комірки {\displaystyle L-1} стає біт зворотного зв'язку {\displaystyle s_{j},} який обчислюється додаванням за модулем {\displaystyle 2} попередніх значень певної підмножини з {\displaystyle 0,1,\dots ,L-1.}